# Tmesipteris vanuatensis
Tmesipteris vanuatensis là một loài dương xỉ trong họ Psilotaceae. Loài này được A.F. Braithw. mô tả khoa học đầu tiên năm 1986.
Danh pháp khoa học của loài này chưa được làm sáng tỏ. 